# Anthurium uleanum
Anthurium uleanum é uma espécie de plantas com flores. Foi descrito pela primeira vez por Adolf Engler. Anthurium uleanum pertence ao gênero Anthurium, e está relacionado com Araceae.
Este tipo de planta pode ser encontrado em:
- Peru
- Equador
- norte do Brasil
- Bolívia
- Colômbia

## Subespécies
O gênero é dividido nos seguintes tipos:
- A. u. nanayense
- A. u. uleanum